# Lakhnādon
Lakhnādon är en ort i Indien.   Den ligger i distriktet Seonī och delstaten Madhya Pradesh, i den centrala delen av landet, 700 km söder om huvudstaden New Delhi. Lakhnādon ligger 617 meter över havet och antalet invånare är 15 589.
Terrängen runt Lakhnādon är platt. Runt Lakhnādon är det ganska tätbefolkat, med 120 invånare per kvadratkilometer. Det finns inga andra samhällen i närheten. Trakten runt Lakhnādon består till största delen av jordbruksmark.